# فرنتس شیدو
فرنتس شیدو (مجاری: Sidó Ferenc؛ ۱۹۲۳ – ۱۹۹۸) یک بازیکن تنیس روی میز اهل مجارستان بود. 
وی در مسابقات کشوری و بین‌المللی در مجموع برنده ۱۲ مدال طلا، ۱۰ مدال نقره، ۸ مدال برنز شده‌است.